# Salvatore Ficarra
Salvatore Ficarra, detto Salvo (Palermo, 27 maggio 1971), è un comico, attore, cabarettista, conduttore televisivo, sceneggiatore e regista italiano, membro del duo comico Ficarra e Picone.

## Biografia
Dopo la maturità scientifica, ottenuta nel 1990, dal 1993 al 1996 partecipa alla serie televisiva Grand Hotel Cabaret. Nell'estate 1997 è tra i comici della trasmissione di Raiuno Va ora in onda.
Assieme a Valentino Picone, conosciuto nel 1993 in un villaggio turistico, ha creato il duo Ficarra e Picone, con il quale ha partecipato alle trasmissioni Seven Show, Zelig, Zelig Circus, Gnu, L'ottavo nano e dal 2005 al 2020 ha condotto numerose edizioni di Striscia la notizia.
Ha fatto il suo debutto cinematografico a 29 anni, come comparsa, nel film Chiedimi se sono felice di Aldo, Giovanni e Giacomo nella scena finale tra il pubblico urlando "Pirandello sei un poeta" ad Aldo.
Ha recitato anche come protagonista insieme a Picone nei film Nati stanchi del 2002, il 7 e l'8 del 2007, La matassa del 2009, Anche se è amore non si vede del 2011, Andiamo a quel paese del 2014, L'ora legale del 2017 e Il primo Natale del 2019. I due hanno anche recitato nel film Baarìa di Giuseppe Tornatore. Il 1º gennaio 2022, dopo mesi lontani dalle scene, esce su Netflix la loro prima serie dal titolo Incastrati. di cui ci sarà una seconda stagione. Nel 2023 esce il film Santocielo, mentre nel 2024 Ficarra viene chiamato a interpretare Bernardo, il servitore muto di Zorro, nell'omonima serie francese.

### Vita privata
Nel 2006 ha sposato l'attrice Rossella Leone con cui ha avuto due figli Vincenzo e Tommaso . È un tifoso del Palermo, di cui ha composto l'inno ufficiale insieme ai Tinturia.

## Programmi televisivi
- Seven Show (Italia 7, 1996)
- Va ora in onda (Rai 1, 1997)
- GNU (Rai 3, 1999)
- Zero a zero (Rai 3, 2000)
- Vuoti a perdere (TELE+, 2000)
- Quelli che il calcio (Rai 2, 2001-2002)
- L'ottavo nano (Rai 2, 2001)
- Zelig (Italia 1, 2001-2003;  Canale 5, 2005, 2011, 2014)
- Sanremo Estate (Rai 1, 2002)
- Mai dire Domenica (Italia 1, 2003)
- Ma chi ce lo doveva dire? (Canale 5, 2005)
- Mai dire Martedì (Italia 1, 2007)

### Conduttore
- Striscia la notizia (Canale 5, 2005-2020)
- Le rane (Rai 1, 2018)

### Pubblicità
- Sara Assicurazioni (2005-2007)
- Telecom Italia (2011)

## Filmografia

### Attore
- Chiedimi se sono felice, regia di Aldo, Giovanni e Giacomo e Massimo Venier (2000) - cameo
- Nati stanchi, regia di Dominick Tambasco (2002)
- Il 7 e l'8, regia di Ficarra e Picone e Giambattista Avellino (2007)
- La matassa, regia di Ficarra e Picone e Giambattista Avellino (2009)
- Baarìa, regia di Giuseppe Tornatore (2009)
- Femmine contro maschi, regia di Fausto Brizzi (2011)
- Anche se è amore non si vede, regia di Salvatore Ficarra e Valentino Picone (2011)
- Belluscone - Una storia siciliana, regia di Franco Maresco (2014)
- Andiamo a quel paese, regia di Salvatore Ficarra e Valentino Picone (2014)
- Fuga da Reuma Park, regia di Aldo, Giovanni e Giacomo, Morgan Bertacca (2016)
- L'ora legale, regia di Salvatore Ficarra e Valentino Picone (2017)
- Il primo Natale, regia di Salvatore Ficarra e Valentino Picone (2019)
- Incastrati, regia di Salvatore Ficarra e Valentino Picone - serie TV, 12 episodi (2022-2023)
- Il mio amico Massimo, regia di Alessandro Bencivenga – docufilm (2022)
- La stranezza, regia di Roberto Andò (2022)
- Laggiù qualcuno mi ama, regia di Mario Martone (2023) - documentario
- Santocielo, regia di Francesco Amato (2023)
- Zorro – serie TV (2024)
- L'abbaglio, regia di Roberto Andò (2025)

### Sceneggiatore
- Nati stanchi, regia di Dominick Tambasco (2002)
- Il 7 e l'8, regia di Ficarra e Picone e Giambattista Avellino (2007)
- La matassa, regia di Ficarra e Picone e Giambattista Avellino (2009)
- Anche se è amore non si vede, regia di Salvatore Ficarra e Valentino Picone (2011)
- Andiamo a quel paese, regia di Salvatore Ficarra e Valentino Picone (2014)
- L'ora legale, regia di Salvatore Ficarra e Valentino Picone (2017)
- Il primo Natale, regia di Salvatore Ficarra e Valentino Picone (2019)
- Incastrati, regia di Salvatore Ficarra e Valentino Picone - serie TV, 12 episodi (2022-2023)

### Regista
- Il 7 e l'8, con Valentino Picone e Giambattista Avellino (2007)
- La matassa, con Valentino Picone e Giambattista Avellino (2009)
- Anche se è amore non si vede, con Valentino Picone (2011)
- Andiamo a quel paese, con Valentino Picone (2014)
- L'ora legale, con Valentino Picone (2017)
- Il primo Natale, con Valentino Picone (2019)
- Incastrati, con Valentino Picone - serie TV, 12 episodi (2022-2023)

## Teatro
- Le rane di Aristofane (2017/2018)